# Éclateur à gaz
Un éclateur à gaz est un composant électrique passif destiné essentiellement à la protection des lignes de communication contre les surtensions transitoires générées par la foudre. Les éclateurs à gaz sont parfois utilisés pour la fabrication de systèmes parafoudre.